# Myriotrochus theeli
Myriotrochus theeli is een zeekomkommer uit de familie Myriotrochidae.
De wetenschappelijke naam van de soort werd in Myriotrochus theeli gepubliceerd door Östergren.